# Rambah Utama
Rambah Utama is een bestuurslaag in het regentschap Rokan Hulu van de provincie Riau, Indonesië. Rambah Utama telt 2991 inwoners (volkstelling 2010).